# Clorură de bariu
Clorura de bariu este o sare a bariului cu acidul clorhidric cu formula chimică BaCl2. Este una dintre cele mai comune săruri de bariu solubile în apă. Ca și alte săruri ale bariului, clorura de bariu este toxică și colorează flacăra într-o culoare galben-verzuie. De asemenea, este higroscopică și are o importanță foarte mare ca reactiv de laborator, deoarece folosește la descoperirea anionului de sulfat:
{\displaystyle \mathrm {BaCl_{2}+H_{2}SO_{4}\rightarrow BaSO_{4}\downarrow +2HCl} }